# Apodemus chevrieri
Apodemus chevrieri је врста глодара из породице мишева (лат. Muridae). 

## Распрострањење
Ареал врсте је ограничен на једну државу. Кина је једино познато природно станиште врсте.

## Станиште
Врста је по висини распрострањена од 1.800 до 2.300 метара надморске висине.

## Угроженост
Ова врста је наведена као најмање угрожена, јер има широко распрострањење и честа је врста.